# Calcineurine

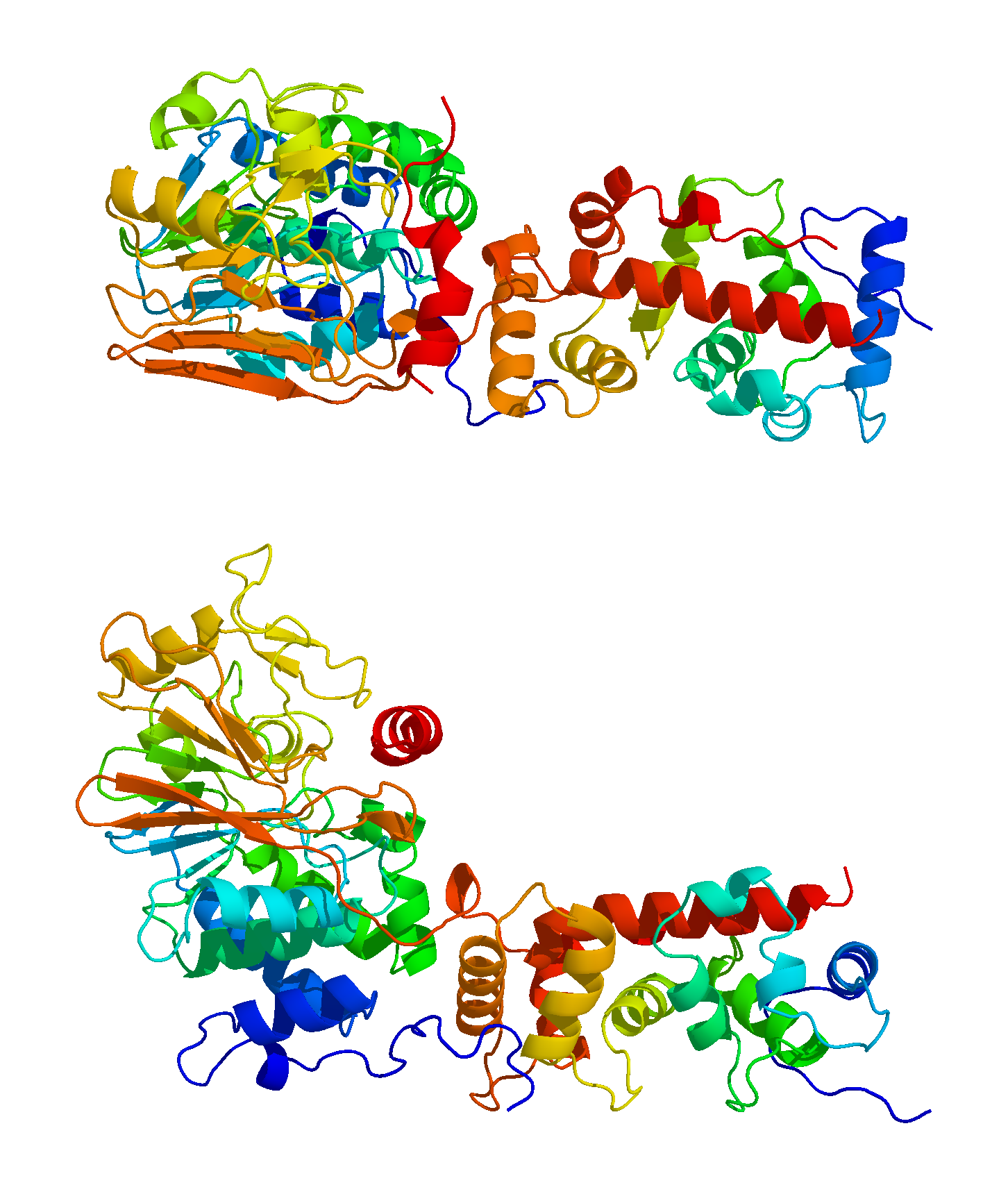
Calcineurine étudiée grâce au logiciel PyMOL

La calcineurine (EC 3.1.3.16) est une protéine phosphatase dépendante du calcium, également connue sous le nom de protéine phosphatase 2B (PP2B). Son action stimule l'activité de différents facteurs de transcription (comme NFAT) qui interviennent notamment dans la synthèse de l'IL2 (interleukine). Celle-ci stimule la croissance et la différenciation des cellules T. 
La calcineurine est inhibée par la ciclosporine et le tacrolimus (FK506) qui sont donc des immunosuppresseurs.

## Structure
La calcineurine est un hétérodimère composé d'une sous-unité A (calcineurine A) de 58-64 kDa et d'une sous-unité B (calcineurine B) de 19 kDa.

## Autres effets
Elle intervient dans le développement des muscles squelettiques et cardiaques (myocarde)
Une expression trop importante de cette protéine entraîne une hypertrophie ventriculaire anormale chez un modèle animal. De même, une sous expression du gène entraîne un cœur de plus petite taille, tendant à moins grossir lors des stimuli habituels (augmentation de pression, induction médicamenteuse).
Elle diminuerait l'apoptose cellulaire.
Son rôle dans la production de spermatozoïde (son inhibition) permet de bloquer la fertilité chez la souris mâle. Chez l'humain, elle pourrait conduire à l'élaboration d'un contraceptif masculin réversible ciblant les spermatozoïdes dans l'épididyme, notamment grâce à des immunosupresseurs. 